# Dietlried
Dietlried ist ein Ortsteil der Gemeinde Schwabsoien im oberbayerischen Landkreis Weilheim-Schongau.

## Geografie
Die Einöde Dietlried liegt circa einen Kilometer nordwestlich des Ortsteils Sachsenried auf einem Moränenhügel.
Nördlich der Einöde erstreckt sich der Sachsenrieder Forst.

## Geschichte
Dietlried entstand im 8. Jahrhundert im Zuge der Errichtung von Rodungssiedlungen unter Karl dem Großen.
Erstmals urkundlich erwähnt wird Dietlried 1188, als das Kloster St. Mang in Füssen die Ortschaft erwirbt, später geht Dietlried in den Besitz des Klosters Steingaden über.
Im Zuge des Aussterbens der Staufer, fällt die Gerichtsbarkeit über Dietlried 1270 an die Wittelsbacher.
Das ehemalige Pfarrdorf schrumpfte im Laufe der Zeit immer mehr zusammen, schließlich auf nur noch einen Bauernhof.
In Dietlried gab es vom Mittelalter bis zur Säkularisation eine Wallfahrtskirche, diese wurde 1804 abgebrochen.

## Sehenswürdigkeiten
In Dietlried befindet sich die katholische Kapelle St. Leonhard. Sie wurde 1830 teilweise aus Steinen der alten Wallfahrtskirche errichtet.
Siehe auch: Liste der Baudenkmäler in Dietlried